# 펜실베이니아주의 기

펜실베이니아 주의 기

펜실베이니아의 기는 펜실베이니아주의 깃발이다. 파란 바탕에 펜실베이니아 주의 문장에 새겨져 있는 형태의 기이다.

## 같이 보기
- 미국의 주기 목록